# ForceWare
ForceWare（フォースウェア）は、NVIDIA製GPU「GeForce」「Quadro」シリーズのユーティリティソフトウェアである。GeForce、Quadro登場当初はDetonator（デトネイター）という名称であったが、名称変更後もバージョン番号は継続されたため、バージョン番号は90を突破している。Windows・Linux・Solaris向け。
2008年にForceWareという名称は用いられなくなり、「GeForce Release <バージョン番号>」という表記になった。さらに 2009年にGeForce/ION Driverと改称された。2010年にはデスクトップGPU用のドライバとモバイルGPU用のドライバが統合された。Quadroに関しても同様である。

## 概要
全ての製品を単一のドライバパッケージで提供するNVIDIA Unified Driver Architecture (UDA) が特長で、当初はRIVAシリーズにも対応していたが、古い製品は次第にサポート外になった。
各製品の最終バージョン
- GeForce 2・GeForce 3・GeForce 4の各シリーズ: 93.71 (Windows 2000/Windows XP用、2006年)
- GeForce 5 FXシリーズ: 175.19 (Windows XP用、2008年)、96.85 (Windows Vista 32bit用、2006年)

## 機能
- NVIDIA PureVideo HD（ピュアビデオ） GeForce 6シリーズ以降による動画再生アクセラレーション機能
- SLI有効化
- CUDA、PhysXのサポート